# Франц Йосиф II
Франц Йосиф II (нім. Franz Joseph II; нар. 16 серпня 1906, Фрауенталь-ан-дер-Ласніц, Штирія, Австро-Угорщина — пом. 13 листопада 1989, Грабс, Швейцарія) — князь Ліхтенштейну з 25 липня 1938 до 13 листопада 1989.

## Біографія
Народився в сім'ї ліхтенштейнського принца Алоїза та австрійської ерц-герцогині Єлизавети Амалії — дочки ерцгерцога Карла Людвіга. Австрійський імператор Франц Йосиф був його хрещеним батьком.
Він вів дуже обережну політику під час Другої світової війни, тримав князівство осторонь від війни. Під час його правління в 1949 році князівство стало членом Міжнародного суду, а в 1978 було прийнято до Ради Європи. У 1984 році князь передав владу своєму синові Гансу-Адаму.
Він був першим представником своєї сім'ї, що постійно жив у князівстві (його попередники проживали в Австрії). Лицар ордена Золотого руна.